# لی جون (تیرانداز)
لی جون (انگلیسی: Li Jun؛ زادهٔ ۲۰ نوامبر ۱۹۸۵) تیرانداز اهل چین است.
وی در مسابقات کشوری و بین‌المللی در مجموع برندهٔ ۱ مدال طلا شده‌است.